# 福神海山
福神海山（ふくじんかいざん）または福神岡ノ場（ふくじんおかのば）は、北緯21度56分6.0秒 東経143度28分54.0秒 / 北緯21.935000度 東経143.481667度座標: 北緯21度56分6.0秒 東経143度28分54.0秒 / 北緯21.935000度 東経143.481667度に位置する海底火山である。

## 地理
東京の南方約1,550km、火山列島南硫黄島の南東約340km、マリアナ諸島（米国自治領北マリアナ諸島）北端ファラリョン・デ・パハロス島の北西約210kmの地点に位置しており、日米の中間線よりもアメリカ（北マリアナ諸島）側にある。日本のEEZ（排他的経済水域）内ではあるが領海外の公海にあるため、万一、陸地が現れた場合は早期の発見が重要となる。

## 歴史
戦前から日本の漁師にはカツオの漁場として知られていた。

### 年表
- 1935年3月（昭和10年）：静岡県の漁船「福神丸」が海底火山性の漁礁を発見[3]。
- 1951年（昭和26年）8月 - 10月：海底噴火が起こり、硫黄の噴出と黄色の変色水が確認される[3]。
- 1973年（昭和48年）
  - 9月27日：静岡県の漁船「第一稲荷丸」が海底爆発と高さ3mの水柱を目撃[3]。
  - 10月30日：朝日新聞社機「早風」が福神海山の噴火を目撃[3]。
- 1974年（昭和49年）3月20日：鹿児島県の漁船「第六鶴丸」が変色水を目撃。音響測深により同海域の水深が3mまで隆起していることが判明する[3]。
- 1977年（昭和52年）6月7日：正式に福神海山と命名される[4]。
- 1982年（昭和57年）12月15日：変色水が目撃される。以後、火山活動は観測されていない。
- 1994年（平成6年）5月：海上保安庁の測量船「昭洋」による調査が行われる。最浅水深43mと判明[1]。